# لورين هاتاور
لورين هاتاور (بالإنجليزية: Loren Hightower)‏ هو مصمم رقص أمريكي، ولد في 2 ديسمبر 1927 في بيلتون في الولايات المتحدة، وتوفي في 7 نوفمبر 2017 في ميرتل بيتش في الولايات المتحدة.

## وصلات خارجية
- لورين هاتاور على موقع IMDb (الإنجليزية)
- لورين هاتاور على موقع قاعدة بيانات برودواي على الإنترنت (الإنجليزية)